# Torghatten
Torghatten est une montagne de granite sur l'île Torget en Norvège dans le comté de Nordland.

## Géographie

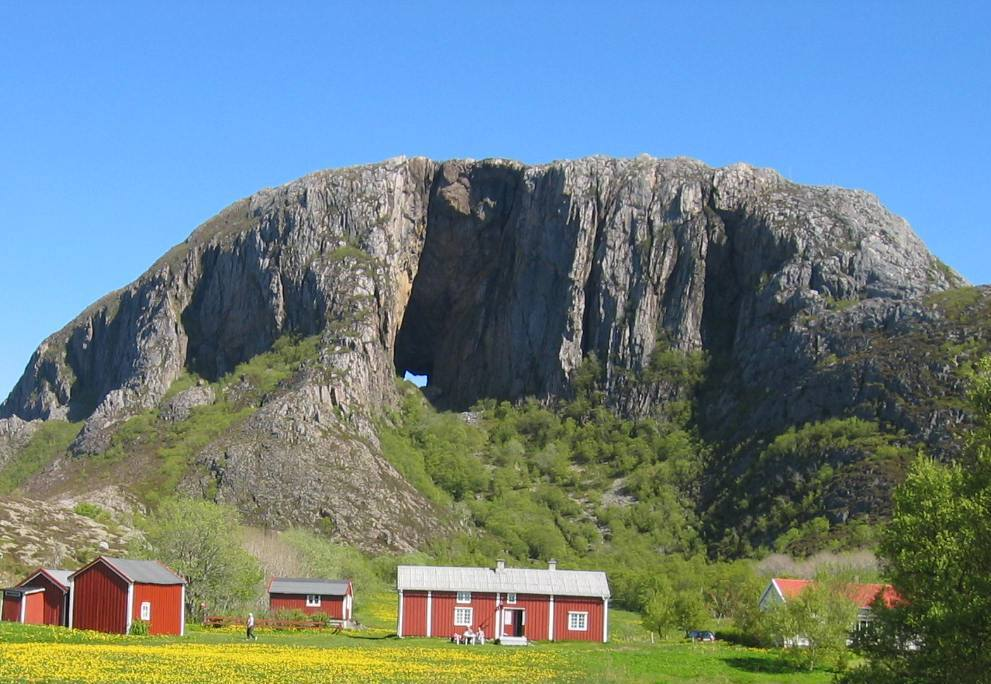
Vue depuis le sud.

Torghatten fait partie de la municipalité de Brønnøy. La montagne est connue pour son trou caractéristique et son tunnel naturel en son centre. Il est possible de marcher sur un sentier tracé jusqu'au tunnel puis de le traverser par une voie naturelle.
Le tunnel mesure 160 m de long sur 20 m de large et 35 m de hauteur. Il a été formé lors de la glaciation. Seul le sommet de la montagne a résisté à l'érosion.

## Histoire
Le 6 mai 1988, un vol aérien (le vol Widerøe 710) effectuant la liaison Namsos-Brønnøysund s'est écrasé sur le flanc de la montagne faisant trente-six morts dont les membres d'équipage.

## Légende
Selon une légende nordique qui relève de la géomythologie, le trou a été fait par le troll Hestmannen alors qu'il chassait la belle fille Lekamøya. Lorsqu'il réalisa qu'il ne pourrait l'obtenir, il lança une flèche pour la tuer mais le roi des trolls de Sømna jeta son chapeau pour dévier la trajectoire et sauver la belle. Le chapeau se retourna avec un trou en son centre.

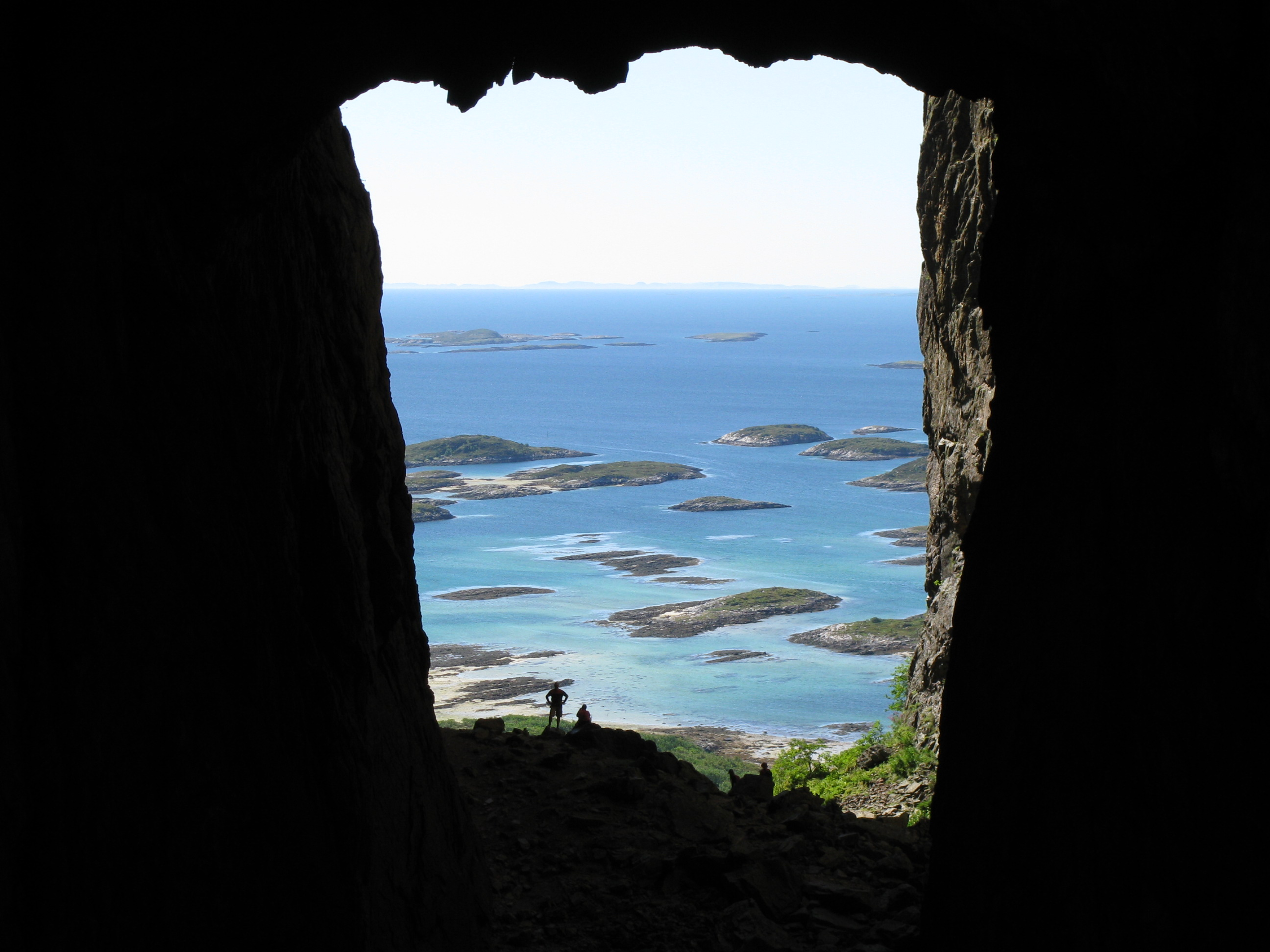
Le grand trou de Torghatten
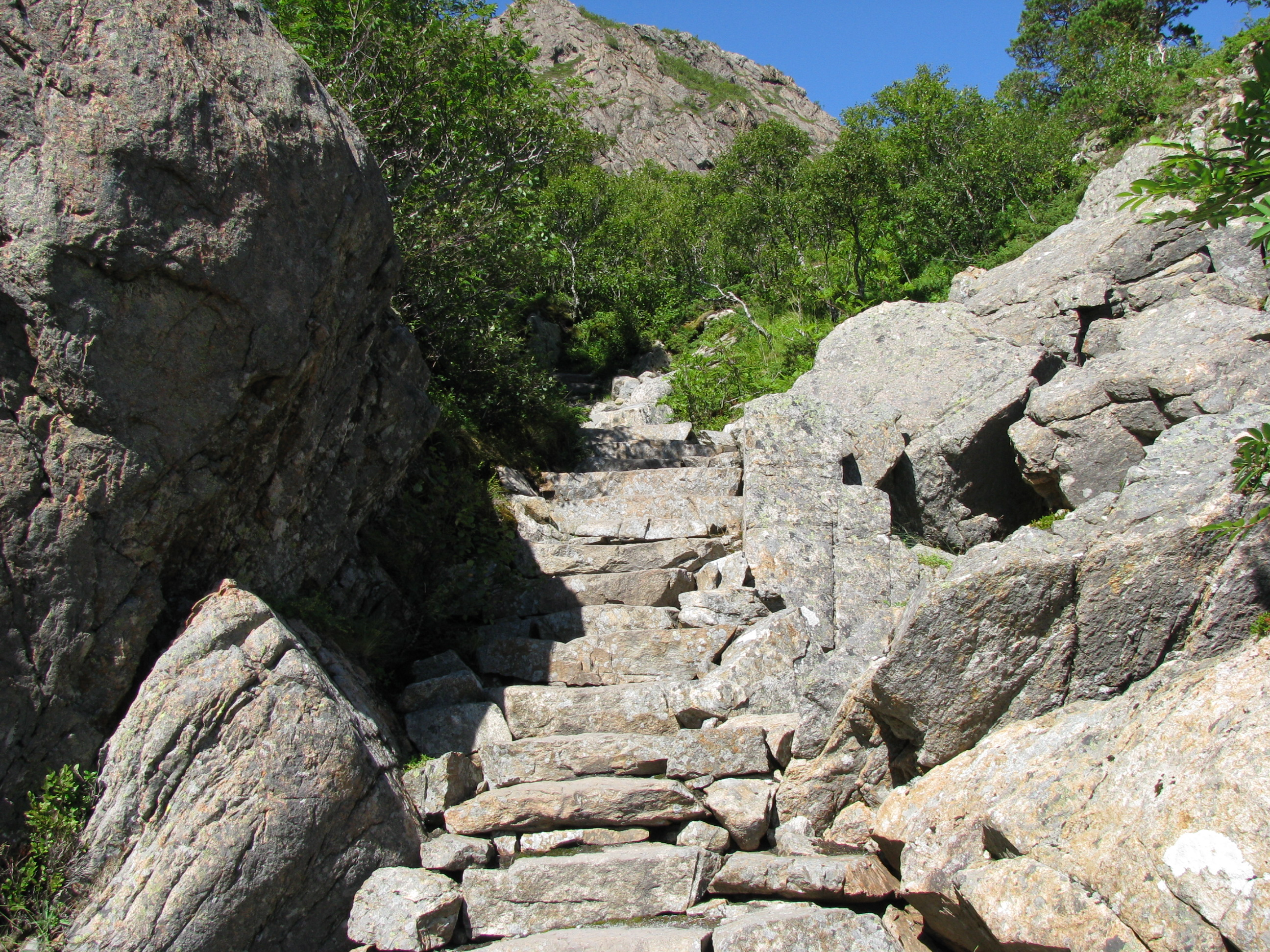
La montée vers le trou